# 烏克蘭歷史
乌克兰位于东欧平原，又稱為小羅斯、魯塞尼亞。作為東歐大草原的一部分，烏克蘭在歐洲文明中繼過程裡有起到過很重要的作用, 包括在铜石并用时代、青銅時代、 印歐史前移民時期和马的驯化等時期。
古代的烏克蘭從屬於斯基提亚其一部分，在民族大遷徙時代格魯森尼人和蓋塔人定居於此；公元前六百年左右，斯基泰人在克里米亞地區活動。
作為城邦聯盟的基辅罗斯建立於此並成為中世纪东斯拉夫人文化的中心，產生了俄罗斯、乌克兰和白俄罗斯等多樣文化根基。988年开始，東正教从拜占庭帝国傳入基辅罗斯，由此拉开拜占庭和斯拉夫文化的融合，大公弗拉基米爾皈依希臘基督教（東正教）確立了後世國族信仰的基礎，并最终形成占据未来700年时间的罗斯文化；轄內由農業生產到法治、代議制，還有與西歐王室的一系列聯姻，更令基輔羅斯维持了相當长時间的繁盛。在智者雅罗斯拉夫之後王公數目日益增多引起權鬥，到12世紀後諸多城邦地區相繼獨立擴大自主權。蒙古西征終結了羅斯時代後，盧森尼亞人在逃避動盪中於西部建立起加利西亞－沃里尼亞王國，被史稱第一個烏克蘭民族政權。王國在嘗試驅逐蒙古人恢復基輔的地位無果之後，接受了立陶宛入主，隨後再被波蘭和俄羅斯等先後管治。赫梅爾尼茨基起義時札波羅結哥薩克與克里米亞韃靼人和當地農民聯合起來尋求獨立，促成早期至近代烏克蘭人再自立的意識萌芽。波俄戰爭後簽訂安德魯索沃條約，令該地被劃界成東烏克蘭和西烏克蘭分受不同管治長達幾個世紀，不過當地不同社羣不約而同地一齊開始逐步探尋共同的身份認同，逐渐共同構建起近現代烏克蘭獨立身份認同的基礎。
烏克蘭不同背景族羣在故土被分離兩半而具差異的統治環境裡，在很長一段時期裡因彼此共通理解拉丁語、波蘭語和羅塞尼亞語（烏克蘭語）等多種語言，僅為地緣間共同的政治利益相互協同而未有劃分很清晰的國族界線。在一戰直到1917年俄国革命后的乌克兰，曾再有建立獨立政權同時有其他不同建國嘗試，不过到了1922年大部分土地收歸於苏联加盟共和国之一的管治底下：同時段帝國及哈布斯堡王朝的瓦解，使烏克蘭的土地被波蘭人、白俄羅斯人和布爾什維克等各方再度爭奪，說烏克蘭語的人基於完全不同的理由各自探索起不同的獨立方向，同時在重構民族觀點的激烈轉變裡也埋下矛盾，並而後導致到第二次世界大战前後在地緣共同體裡造成巨大的傷害：其中在1941年苏德战争爆发，乌克兰被德国占领，1944年再由蘇維埃入主乌克兰，并将原属波兰领土的西乌克兰划归乌克兰。
1954年，在苏联共产党第一书记尼基塔·赫鲁晓夫主导下，苏联最高苏维埃以紀念烏克蘭和俄羅斯統一300週年紀念日的名義，将克里米亚由俄羅斯划归给乌克兰，组成现代的疆域。1991年，乌克兰从苏联独立，成为主权国家。2022年，俄羅斯聯邦全面入侵乌克兰。

## 古代
根據目前的考古發現，顯示距今五十萬年前，已經有舊石器時代先民在頓巴斯，德涅斯特等地活動. 
大概在公元前42000年，多瑙河下游地區的居民開始馴化野馬. 而大約在西元前4500年到西元前3000年，克克塔尼文化在此地蓬勃發展，且之後在俄羅斯草原上的青銅器早期文化和西元前3000年的地下墓穴文化(見烏克蘭石碑)，也是由承自此文化的紅銅時代人，以及較東邊的斯萊德涅斯多格文化發展而來。
這塊土地陸續居住游牧民族中的達契亞人、辛梅里亚人、斯基泰人、薩爾馬提亞人，而其中斯基泰王國在西元前750年至西元前250年存在於此地。
同一時期，古希臘也在西元前6世紀於黑海的東北海岸建立殖民地，而當中的提拉斯、奧里維亞、赫莫那萨，隨著政權轉變繼續作為羅馬和拜占庭的城市，直到西元6世紀。

### 哥德人與匈人
約在西元250年至西元375年間，哥德人抵達烏克蘭的土地，這塊他們稱之為Oium的地方，而Oium所指的地帶也與考古學中切爾尼亞霍夫文化存在的地區相當。東哥德人生活在這片土地上，但他們的生存從西元370年左右便開始受到匈人的威脅。
基輔文化位在東哥德王國的北部，興盛於匈人擴張的西元2世紀至西元5世紀。但當他們於454年的尼達歐之戰擊敗匈人後，東哥德人才能定居在潘諾尼亞。

## 斯拉夫人遷入
隨著匈人與哥德人的影響衰落，一個可能是源於基輔文化的斯拉夫人部落填補權力的真空，並在西元5世紀時，擴張至超出今日烏克蘭的領土，到西元6世紀，其影響力更延伸到巴爾幹地區。
在西元7世紀時，現代烏克蘭領土包含保加利亞人國家的核心地區及首都法纳戈里亚。

## 可薩人擴張至基輔羅斯崛起
在西元7世紀末，保加利亞人遷徙往其他地方，而原有土地則大多都被來自中亞地區屬於半游牧民族的可薩人併吞。
可薩人於歐洲的東南部，接近高加索地區及裏海的位置建立可薩汗國，其領土包括今日哈薩克西部、烏克蘭東部、亞塞拜然、俄羅斯南部以及克里米亞。
大約在西元800年，可薩汗國的主要信仰轉變為猶太教。

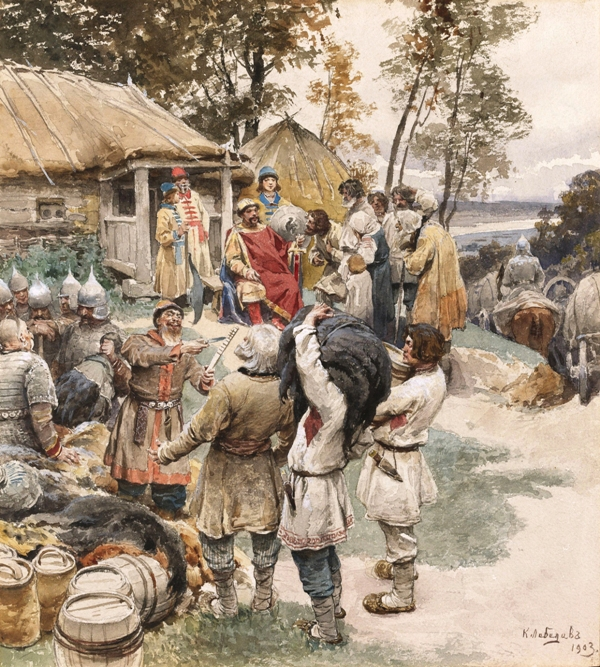
留里克王朝创建者伊戈尔·留里科维奇

維京人在公元九世紀建立的基輔羅斯公國，是一個由880年至12世紀中葉，以基輔為首都，東斯拉夫人為主體的早期國家。12世纪中叶，基辅受草原民族攻击和罗斯王公内讧而衰弱。基辅地区居民向西方的加利奇和北方的弗拉基米尔转移，从而使乌克兰民族（小俄罗斯民族）与俄罗斯民族（大俄罗斯民族）产生分化。
根據史學史的觀點，基輔羅斯被認為是三個現代東斯拉夫人國家（白俄羅斯、俄羅斯及烏克蘭）的前身。弗拉基米尔一世·斯维亚托斯拉维奇和他的兒子雅羅斯拉夫統治的時期，被認為是基輔的黃金時期。當時他們接納東正教，也創立罗斯法典。基輔羅斯在公元十三世紀被蒙古人的金帳汗國佔領。

## 韃靼人西征與立陶宛循主
1223年蒙古军队在拔都汗的带领下侦查基辅罗斯，罗斯各大公与长期的仇敌波洛茨人组成联盟，在卡尔卡河岸与汗国侦查军队交锋。由于罗斯各公国大公对蒙古汗国不了解，再加上内部不合，被包围后歼灭，5位大公阵亡。随后蒙古軍与1237年击破弗尔基米尔公国首府弗尔季米尔，经过各公国境内折回补给，又在1239年重新侵略罗斯过境，在1240年蒙古人攻陷基辅結束了羅斯時代，迎來金帳汗國240年的统治：不過被管治的屬土僅包括原羅斯東北部、包含莫斯科公國在內的地區。
到1362年或1363年立陶宛大公阿爾吉爾達斯在藍水之戰中大敗金帳汗國，基輔、波多利亚與烏克蘭原野等原羅斯屬地被立陶宛入主，東面與莫斯科大公國接壤。後為抵抗條頓騎士團的侵略，波蘭王國和立陶宛大公國於1385年在克雷沃簽訂聯盟條約，波蘭王國和立陶宛大公國以聯姻的方式實行王朝聯合，立陶宛大公瓦迪斯瓦夫二世·亞蓋洛為波蘭國王，為雙政體聯合初始。
立陶宛獲得北部沃里尼亞和包括基輔(基輔羅斯)一帶區域的東北部烏克蘭後，立陶宛統治者的頭銜就增加了羅斯君主一項。在當時立陶宛入主魯塞尼亞後形成的共處乃至融入東正教文明的關係，相信並非立陶宛人有友善或和平的相處特徵，而是立陶宛異信仰者無法和當時東正教體制和文學相旗鼓——許多烏克蘭人 (即知為魯塞尼亞人) 見證到這段歷史，進而流傳一個笑稱說立陶宛人曾是他們歷史上最好的入侵者，立陶宛大公國（時代）也由此得名為「天鵝絨帝國」。由於立陶宛獲取了遠超其本土的龐大領土及新族羣人口，整個大公國的運作變得更接近一個聯合型的立陶宛-魯塞尼亞政國——即烏克蘭人繼續擁有實踐東正教習慣的自由，和使用本土語言的自由，還有繼續從事本土文化的實踐，保持不變。另外，新政體的官方語言也採用了魯塞尼亞語（古烏克蘭語和古白羅斯語）。
到14世紀末包括烏克蘭及波蘭和俄羅斯的一部分在內的立陶宛大公國，成為全歐洲最大的王國。因地緣關係其文化與宗教均多元，官方文件除拉丁文也使用秘书室斯拉夫语（書面羅塞尼亞語）。改奉基督教前「異教」的立陶宛王貴管治下的絕大部分子民都是斯拉夫人和東正教信眾，進而原基輔羅斯的文明——東正教、斯拉夫教會語和法律傳統都反傳入立陶宛，烏克蘭是成為立陶宛在中世紀的高雅文化發源地。

### 南部邊境變遷

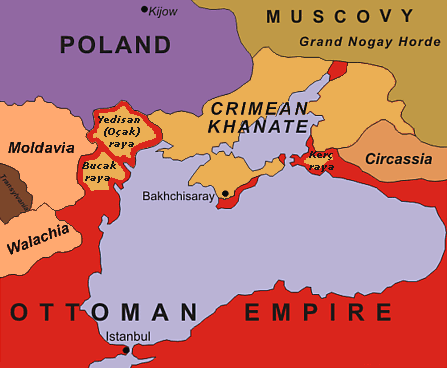
1600年代左右黑海周邊版圖，此時期臨近克里米亞汗國的波蘭與莫斯科雙方聲稱控制的地區，均缺乏大規模墾殖和行政管治。

1475年克里米亞汗國因為明里·格來被奥斯曼帝国囚禁而屈從於土耳其人後，土耳其的蘇丹刻意地放縱韃靼人流竄劫掠，以宣示其勢力範圍——韃靼遠征沿岸掠奪俘虜到卡法和君士坦丁堡的人口販運市場斂財，在緊接著的25年裡造成立陶宛大片的羅斯領土荒無人煙：1482年洗劫並焚毀了基輔的大部分地區，到1490年還深入到波蘭範圍距盧布林僅幾十英里的位置。1505年時韃靼人還到達過維爾紐斯的郊區，差不多時間其侵襲甚至威脅過華沙：波蘭和立陶宛自己組織的武裝無法抵抗他們閃電般的突擊，對方善於移動戰並很頑強以致難於戰勝。這段時期立陶宛失去對黑海北岸薄弱的管治力量，韃靼大肆侵擾造成的破壞令第聶伯河東岸的移民活動中止了兩代。
繼承古羅斯法的立陶宛規約隨後進一步加強了立陶宛和波蘭間的王室聯繫，但是聯攜結構上開始逐步趨向天主教波蘭，貴族菁英的語言和文化也被迫波蘭化，立陶宛內的羅斯臣民地位隨著聯合法理的轉變而被邊緣化，不少淪為農奴被束縛於貴族土地。到齐格蒙特二世時期，流亡至扎波羅熱的人定居形成哥薩克集團，出於進一步防範韃靼人來襲的需要，國王、公爵和官員都資助予他們，還一併強化當地要塞和防禦工事，緩解了韃靼人侵擾波蘭和立陶宛領土的強度。而波蘭及立陶宛的統治者們是考慮到要進一步強化轄境東部邊界以抵禦游居者和克里米亞韃靼人的襲擊，在14世紀下半葉到16世紀上半葉時期是還對烏克蘭（邊境）諸城鎮授予了馬德堡法的地位，以此促進烏克蘭舊城池的重建與新建城鎮的增加。

### 特定地域

#### 加利西亞-沃里尼亞
在1340年代之後的加利西亞，被置在皮亞斯特、安茹和雅蓋隆諸君主的管轄權威下，當地在被併入匈牙利和波蘭王國的時期裡，是在文化、族羣和地域社會結構等方面有極大轉變：諸如東向移民背景下德意志人和猶太人移入該地，便加速該地的城鎮化發展；波蘭貴族政治、貴族進入該地，也就地建立起羅馬天主教會的體制；弗拉赫人來到喀爾巴阡低脈，建立起自己的定居點。不過於相關現代史學研究上，較多堅持認定此段時期該地經歷的複雜轉變過程，是一種單向的同化活動，許多研究個案還將之視作一種波蘭化、被通常描述成一種對單一國族身份的接收。加利西亞在中世紀晚期的德意志移民和德意志移民化/殖民化活動，相對應的歷史地位判讀在當代研究裡則被時常否定或忽略掉。在地域內的利沃夫城邦，由十四到十五時期曾有所顯現德意志優勢特質，亦為近現代烏克蘭和波蘭史學者們趨向於時常低估。在東向移民時代的加利西亞，鄉村地區湧現出大量以德意志法律治理的定居點，並擁有相當多的德意志移民人口，對於同時代的斯拉夫傳統社區環境而言，相對可能有一定的衝擊——這段歷史過程，在當代一些烏克蘭史學觀點看來要么被完全忽略，要么是相當負面地標籤作對原住民公共生活具破壞性的「德意志東部殖民活動」。

#### 克里米亞
金帳汗國在十五世紀衰落之後，促成了克里米亞汗國的建立，其是佔據了現代為黑海沿岸及烏克蘭南部草原的地區。在18世紀晚期之前，汗國是主持著和鄂圖曼帝國和中東的大規模奴隸貿易，在1500–1700年代是輸出了大約兩百萬來自俄羅斯和烏克蘭的奴隸。直到1774年為止其是作為鄂圖曼的一個附庸政權，而最終在1783年被俄羅斯帝國瓦解。

## 波蘭入主至沙俄吞併

哈迪奇條約所構想的三方聯合概念到19世紀時也一度提出，並設計出共同代表三方纹章，但未能實現：標誌所組成三部分是波兰白鹰、立陶宛帕霍尼亚和鲁塞尼亚大天使迈克尔。

1569年盧布林聯合後，烏克蘭大部分地方都被立陶宛轉予波蘭主導管治。由於聯邦的創立及再開墾的努力，這時期烏克蘭土地被發展得相當迅速，有眾多波蘭貴族、天主教神職人員，以及猶太人等來到這裡，連帶使得許多新的城市及村莊在烏克蘭地區形成，文藝復興的觀念也藉由新建立的學校逐漸傳播開來。不過由於波蘭主流文明與當地保留東正教傳統的小貴族、羅斯王公及其波雅爾侍從間仍存在分歧，主導政治文化的波蘭天主教貴族常對當地階層有所歧視和排擠，埋下一定矛盾根源。 
這時期許多烏克蘭貴族由於教會聯合化等的宗教改革和政治氛圍的轉變而改信天主教，日益與保持皈依東正教的烏克蘭農民產生了隔閡。自17至19世紀，在聶伯河中游一帶，以基輔、波爾塔瓦和切爾尼戈夫為中心的族羣萌生起探尋近代共同體的意識。
而在早期烏克蘭精英階層之間也缺乏相互合作的基礎，各自有自己所信仰的習慣傳統。貴族階層與哥薩克軍官團雖然有相互重疊，但地方政治當時是由最富有的波蘭人和波蘭化的貴族主導，貴族少數派的傳統權利相對就受到其他貴族們的挑戰。博赫丹·赫梅爾尼茨基就是其中一個有身份的哥薩克人，但是他受到了一位波蘭官員的迫害，在逃亡之後成為了哥薩克人的酋長，便開始謀求抗爭。於是不滿波蘭貴族在政治宗教上打壓的哥薩克人被集結起來，於1648年發動大起義（1648-1657年），赫梅爾尼茨基後在1654年與莫斯科公國在佩列亞斯拉夫結盟，哥薩克人便協助莫斯科公國贏得與波蘭-立陶宛王國的戰爭。自此東烏克蘭（第聶伯河左岸）與俄羅斯帝國正式合併，開始烏克蘭和俄羅斯的結盟史。
1658—1659年哥薩克酋長伊凡·维霍夫斯基倡議和波蘭立陶宛制訂哈迪奇條約，以換取烏克蘭可以享受與立陶宛一樣的權力地位：擁有自己的行政機搆、軍隊和司法制度。但大多皈依東正教的哥薩克人要求協定排除東儀天主教會，而天主教會回應這種要求超出了世俗權威的管轄。結果维霍夫斯基被無法說服的哥薩克人驅離酋長位置，波蘭立陶宛議會本願意接受協定草案，波蘭上層貴族當發現哥薩克人並不受酋長控制、甚至哥薩克人也無法控制烏克蘭後，就失去了簽約的動力。條約的失敗被認為是標誌了盧布林聯合所開創的輝煌、繁榮和包容時代徹底結束，也是王國黃金時代的終結。
18世紀初大北方戰爭時期，左岸烏克蘭一度出現與俄羅斯關係鬆動的現象——在地領袖馬澤帕和佩利普·奧爾雷克認為俄羅斯方面未能履行佩列亚斯拉夫条约，疏於在和瑞典作戰中保護烏克蘭利益，進而重新考慮起與波蘭訂定哈迪奇條約。到1709年彼得大帝在波爾塔瓦對陣瑞典贊助者並取得勝利，標志著酋長國自治的終結，也是哥薩克精英融入俄羅斯新政體的開端。當俄羅斯帝國取得烏克蘭右岸時，烏克蘭左岸併入俄羅斯帝國的進程是已經過三世代之久。1764年俄國女皇凱薩琳大帝解散了哥薩克酋長國，強化俄國中央（聖彼得堡）對東烏克蘭的集權管理（1775年俄軍摧毀哥薩克最後的要塞扎波羅熱）。

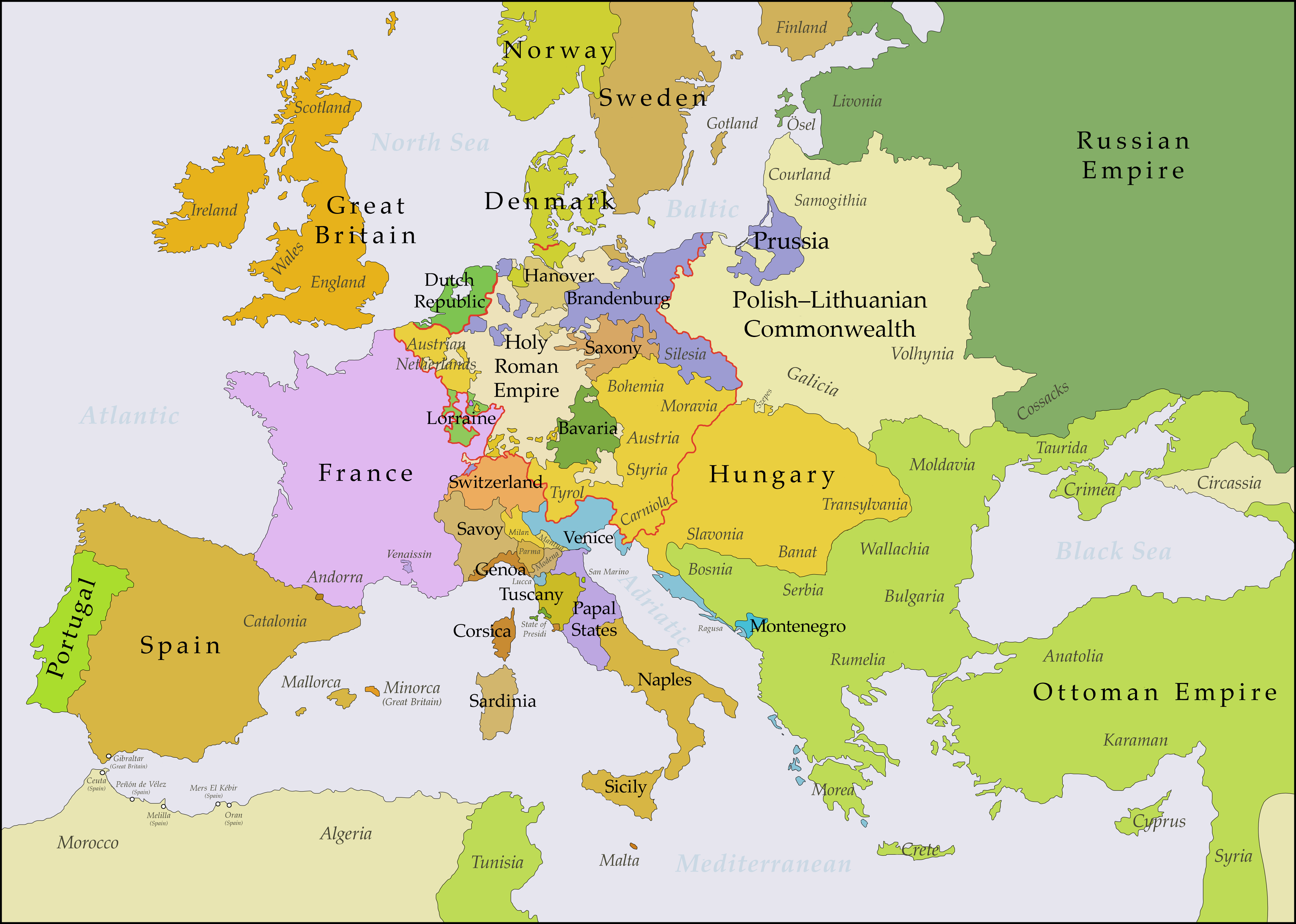
第五次俄土戰爭前的歐洲版圖。

### 黑海沿岸和克里米亞
在鄂圖曼帝國持久擴張東歐與黑海沿岸的進程裡，鄂圖曼土耳其人與烏克蘭人在16～17世紀時就已經經歷過非常頻密的交互，除了經常性衝突，也有過許多政治和軍事方面的合作關係——鄂圖曼土耳其人是有多次以不同形式為烏克蘭獨立理念提供過相應的支持，如1648年時赫梅利尼茨基就曾和鄂圖曼帝國結成過一個短暫活躍的聯盟，1669年時的蓋特曼彼得·多洛申科也做出過同一選擇。而鄂圖曼方面也並不認可1654年烏克蘭和莫斯科締結的聯盟關係，直到一個世紀後鄂圖曼在黑海北岸的權威消解為止。
梅斯達菲三世在1768年夏接獲報告，稱巴爾塔的市鎮遭遇了俄羅斯僱用的札波羅結哥薩克施行屠殺，俄羅斯當時否認有關襲擊，當時報告則指哥薩克們「確實地摧毀了巴爾塔並見人就殺」。時巴爾同盟、法國大使都對蘇丹施壓要求對此作出回應，其主戰顧問們亦予以支持，梅斯達菲便於10月6日將俄羅斯駐當地使團成員全數拘禁，標誌著鄂圖曼正式向俄羅斯宣戰。結果凱薩琳大帝打敗鄂圖曼土耳其，在簽訂庫楚克開納吉和約後，於1783年正式吞併克里米亞汗國；1793年再與鄂圖曼簽訂雅西和约，將上次戰爭中佔領的摩爾達維亞和瓦拉幾亞歸還土耳其，兩方邊界確定為庫班河。克里米亞汗國在被俄羅斯兼併時有150萬土耳其人在當地定居，而有半數意欲當期離境的土耳其人遭俄軍屠殺:83；同時期，克里米亞韃靼人在俄羅斯佔領後開始外流。截至18世紀末，有近10萬克里米亞原居民離開克里米亞半島及其北方的黑海沿岸草原，投奔鄂圖曼帝國：有解釋認為除了信仰環境轉變，還有草原邊界的消失意味著奴隸貿易和戰爭掠奪不再可行。是次被兼併的廣闊地區即新俄羅斯，也成為了18世紀末除外流韃靼人的其他海內外移民的主要目的地。

## 哈布斯堡時期的分治與身份重建

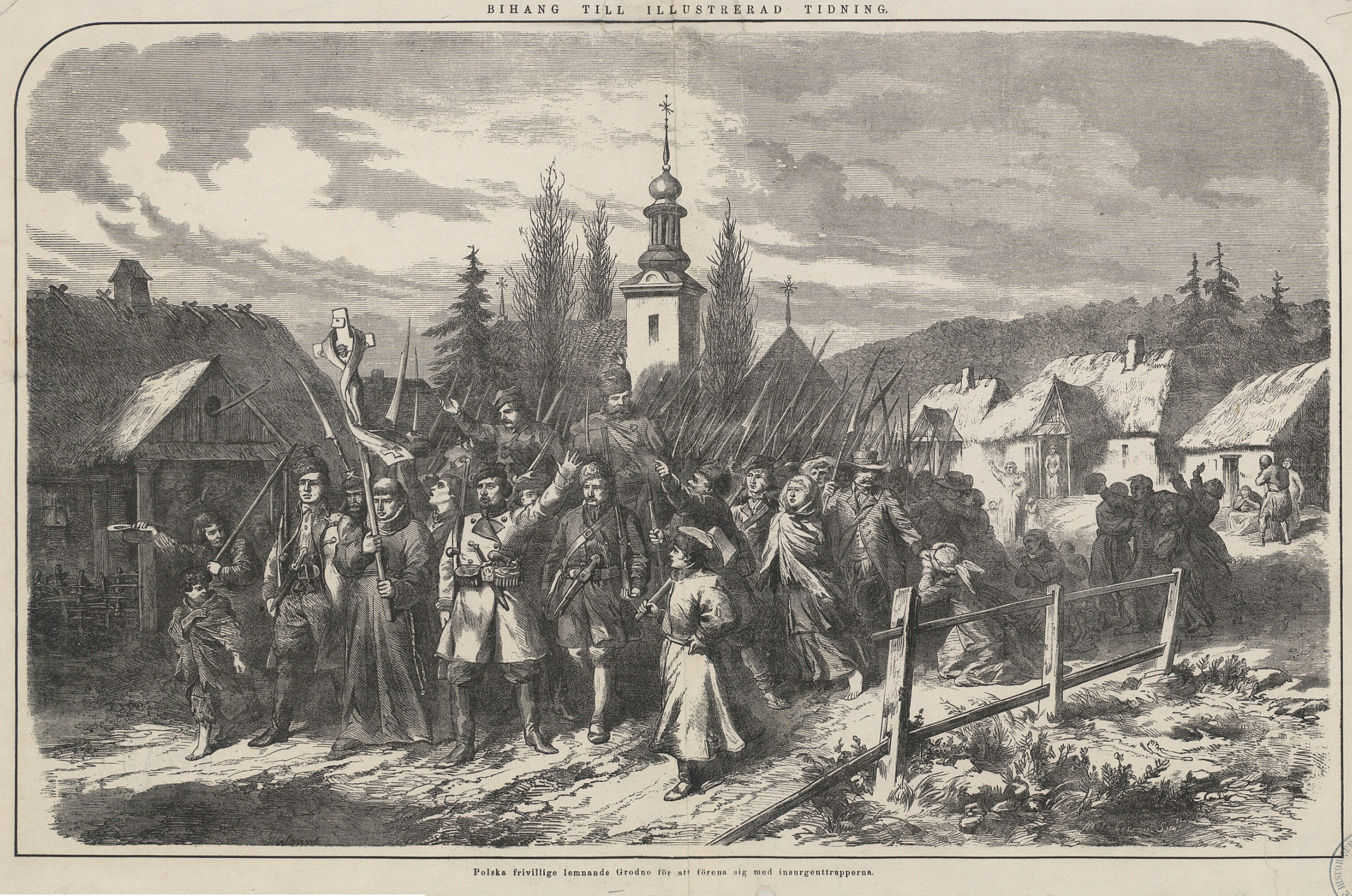
1863年在戈羅德尼亞的起義隊伍。

1772-1795年間，凱薩琳大帝在三次瓜分波蘭當中，將白羅斯（1772）和聶伯河右岸的烏克蘭（1793和1795）納入版圖，除加利西亚受哈布斯堡帝國（奥地利）管治外基本囊括了西烏克蘭地區。右岸的烏克蘭隨即被劃分為三個行省─基輔、沃里尼亞和波多利亞。時西烏克蘭的中小貴族大多是東儀天主教徒（雖然農民幾乎是東正教徒），以致於西烏克蘭人（還有不少信仰天主教的波蘭人）對正統東正教與俄羅斯的認同薄弱，促成21世紀的東西拉鋸與認同問題。1783年，克里米亞在法國大革命前，中衰的奥斯曼土耳其帝国與奥地利有戰端，無暇東顧，汗國遂被歸併於沙俄領內。
為因應18世紀後期出現的東儀天主教徒（又稱烏克蘭希臘禮天主教會）與東正教徒的衝突與鬥爭（以西烏克蘭地區為中心），1795年後俄羅斯皇帝開始在烏克蘭全境推行俄羅斯化政策，竭力推廣俄語的使用，並壓制出版界與公眾活動的烏克蘭語，如此反而促成19世紀上半浪漫主義在烏克蘭語族群中的蓬勃發展，農奴出身的民族詩人塔拉斯·舍甫琴科是其中的佼佼者，有效地推展烏克蘭的民族主義運動。這些新興的烏克蘭知識分子，同時致力於民族復興與社會正義的實現，譬如農奴解放的目標，終於由俄羅斯皇帝亞歷山大二世在1861年解放全國農奴而獲得實現。
凱薩琳大帝時期有意強化繼續在新擴張土地榨取農民價值，以出產糧食大批量由烏克蘭南部敖德薩這一帝俄新的商業中心出口牟取利益，而同化政策僅著眼於迫使信奉希臘天主教的烏克蘭農民改宗為東正教，但在立陶宛大公國舊地就未有推行改奉方針，因而使南烏克蘭與立陶宛-白羅斯間後來信仰分化，致使在19世紀帝俄內波蘭民族運動活躍時也有很不一樣的態度。
從19世紀開始，一直有烏克蘭人往東移民到俄羅斯帝國的偏遠地區，根據1897年的人口普查，西伯利亞有223,000烏克蘭人，中亞則有102,000人。當19世紀後期烏克蘭民族主義與社會主義持續發展的時候，奧地利統治下的加利西亞地區因為哈布斯堡王朝的寬鬆統治，享有較高的政治自由，因此成為烏克蘭民族主義的運動中心。譬如許多加利西亞的烏克蘭希臘禮天主教會神職人員，就成為倡導烏克蘭民族主義的積極分子，代表性人物是創作烏克蘭國歌樂曲的米卡依罗·维尔毕茨基神父（1815-1870年）。

### 自我認同的形成
奧地利治下的加利西亞和洛多梅里亞，東部的烏克蘭人口據統計截至一戰前，均維持在主導地位。該地與帝俄接壤，維也納為抵禦俄國影響力而支持希臘天主教會發揮在邊界上的天主教堡壘作用；1848年革命後農奴制被廢除，境內農民的權益開始有限度地改進，1850年還頒布了帝國特許狀許諾治下的烏克蘭人會獲得平等對待。1867年左右的加利西亞再被授予了自治權限，當期時的東正教也進一步被俄國利用以拉攏邊境關係，當地倡議使用加利西亞語言以區別「親俄者」與當地人等的呼聲便獲得維也納和梵蒂岡更多的支持，希臘天主教的神父在奧地利的庇護下，放棄沿用波蘭語這種波蘭加利西亞高雅文化的載體（約1795～1848年），轉而加強與俄羅斯帝國的認同感以與波蘭人區分開（1848～1890年），再後來強化與烏克蘭農民的聯繫後便轉向代表現代烏克蘭的訴求（1890年後）：教會關注的中心從當地天主教徒的宗教儀式轉變為農民大眾的社會處境及百萬烏克蘭人的民族公正。
同時加利西亞相對於其他原波蘭立陶宛聯邦地區，還建立起正式的初級教育體系而較有優勢，教育普及化的同時也有利於當地菁英階層更廣泛向低下階層推廣舊波蘭王國理念——奧地利方面也相對建立起適合管治的政治自由環境，向加利西亞波蘭人的利益傾斜，容許其開辦波蘭語的學校和報館，並提供眾多參與公共生活的機會，令波蘭菁英得以在鄉村重新培育子民們對波蘭（多民族文化共存體系）的認同感。但是民族意識在西部波蘭語人口聚居地蔓延之時，受惠於同一政治知識環境下的東部烏克蘭語人口聚居地就有著不同的意識發展，當地興起的烏克蘭文化和學術社團展現出強大生命力，由當地神職人員及農民出身的知識層所倡導的政治活動，旨在反對原波蘭王國的聯合理念，有意識挑戰傳統波蘭化於舊羅斯領土內族羣的長期主導地位：加利西亞烏克蘭人當中較保守的宗教領袖，最初傾向轉向與俄羅斯帝國加強關係，到了1880年代，一個受伊凡·弗蘭柯啟發的新晉激進團體質疑了此種觀念，同時支持所有烏克蘭人脫離俄羅斯和波蘭的控制從而實現統一的理想。加利西亞的波蘭和烏克蘭社團在哈布斯堡王朝下和平共存，但由於波蘭人主導著加利西亞的政治和經濟方面，隨著時間推移逐漸激化族羣間的怨恨，並導致後來雙方進一步的爭鬥。
1840年代在俄羅斯帝國內也出現了一次烏克蘭文學和文化運動，由吟游詩人塔拉斯·謝甫琴科做領頭者，之後一種以波爾塔瓦和基輔地區方言為基礎的標準語，最終被奧俄邊境兩邊的烏克蘭作家和文學批評家共同接納，成為單一烏克蘭語之始源。沙皇政府除了非常抗拒所有波蘭人所發起的民族性質活動，也對帝國西部接壤加利西亞邊境地區的烏克蘭人身份覺醒等其他民族活動持相同態度，帝國否認除俄羅斯語外有其他斯拉夫語言的存在，認為鼓勵使用這些語言是屬於「削弱俄國民族性的波蘭陰謀」的一部分。
1895年在奧匈帝國加里西亞會議正式出現烏克蘭黨團，「烏克蘭人」也第一次正式被烏克蘭代表公開提出。

## 民族意識近代化後自決與衝突

1918年乌克兰宣称范围

1917年二月革命後，烏克蘭成立議會中央拉達，選舉弗拉基米尔·温尼琴科為議會領導人。在基辅的布尔什维克初期参加了该议会的活动，但仅获约1成的选票。布尔什维克此后发动多场暴动，均以失败告终。十月革命后，布尔什维克迁往遭奥弗申柯占领的哈尔科夫，另立“全乌克兰苏维埃代表大会和烏克蘭蘇維埃共和國”。
1918年1月，布尔什维克开始进攻乌克兰，乌苏战争爆发。1月22日，中央拉达宣布乌克兰完全独立。这期间，布尔什维克在俄国立宪会议选举中失败，随即发动政变驱散了俄国立宪会议的代表并自立政权(史称一月剧变)。同时仍留在基辅的布尔什维克分子为了破坏乌克兰立宪会议选举并策应入侵乌克兰的苏俄军队，发动了基辅兵工厂暴动。虽然布尔什维克发动的暴动被成功镇压，但来自苏俄的布尔什维克军队仍于1918年2月一度攻占了基辅等重要城市。但没过几日即因布列斯特-立陶夫斯克條約签订，又遭乌德联军反攻而于3月1日撤出基辅和右岸乌克兰地区。
由于不满乌克兰中央拉达的立场并试图从乌克兰掠夺粮食，德国于4月28日发动政变推翻乌克兰人民共和国并扶植帕夫洛·斯科罗帕茨基建立烏克蘭國。乌克兰国与苏俄在这一时期进行谈判，于6月达成了包括互设使馆之类的条款的初步的和平条约，这一期间，俄国虽然因布列斯特-立陶夫斯克條約放弃对乌克兰的主权声索，但刻意阻挠了具体的边界划分问题。1918年德國戰敗後，德軍撤出烏克蘭。烏克蘭出現數股勢力，包含斯科羅帕茨基政權、内斯托尔·伊万诺维奇·马赫诺率領的黑軍、白軍將領弗兰格尔男爵率領的保皇軍，西蒙·彼得留拉率領的綠軍。
1918年11-12月，烏克蘭督政府推翻了德国扶植的政权，乌克兰人民共和国复国。而德军因为在第一次世界大战中战败而保持中立，在两周多的内战中没有干涉。1919年1月22日，乌克兰人民共和国同西乌克兰人民共和国依据乌克兰统一协定合并，这一天也成为了乌克兰的统一日。
与此同时，苏俄军队于1919年初撕毁布列斯特-立陶夫斯克條約并再次入侵乌克兰。
1920年4月21日，波兰第二共和国和乌克兰人民共和国签订华沙条约，互相承认，划定边界并结盟抵抗俄罗斯入侵。乌克兰-波兰联军一度于1920年5月夺回首都基辅，但最终仍在乌克兰战场遭苏俄击败。虽然毕苏斯基领导的波军在华沙战役中抵挡住了俄军的进攻，但波兰第二共和国政府还是背弃同乌克兰的盟约单独与苏俄媾和，并与之签订了里加和约。毕苏斯基元帅斥责这一举动为“懦夫的行径”，但由于其已被边缘化而无力改变现状。彼得留拉率乌军继续抵抗，但最终不敌俄军进攻撤退至波兰境内并被解除武装。
此后，乌克兰境内依然存在一定的抵抗运动。例如战斗至1922年的霍洛德尼亚尔共和国等等。如今乌军中著名的第93机械化旅即以霍洛德尼亚尔的抵抗运动命名。

## 蘇維埃，二戰及其後
1922年，蘇聯成立，布尔什维克在乌克兰建立的乌克兰苏维埃社会主义共和国加入聯盟，成為蘇聯的創始國之一。1932—1933期間，因為史達林進行集體農莊改革導致烏克蘭發生大饑荒，烏克蘭大饑荒造成3百萬人死亡。

### 第二次世界大戰

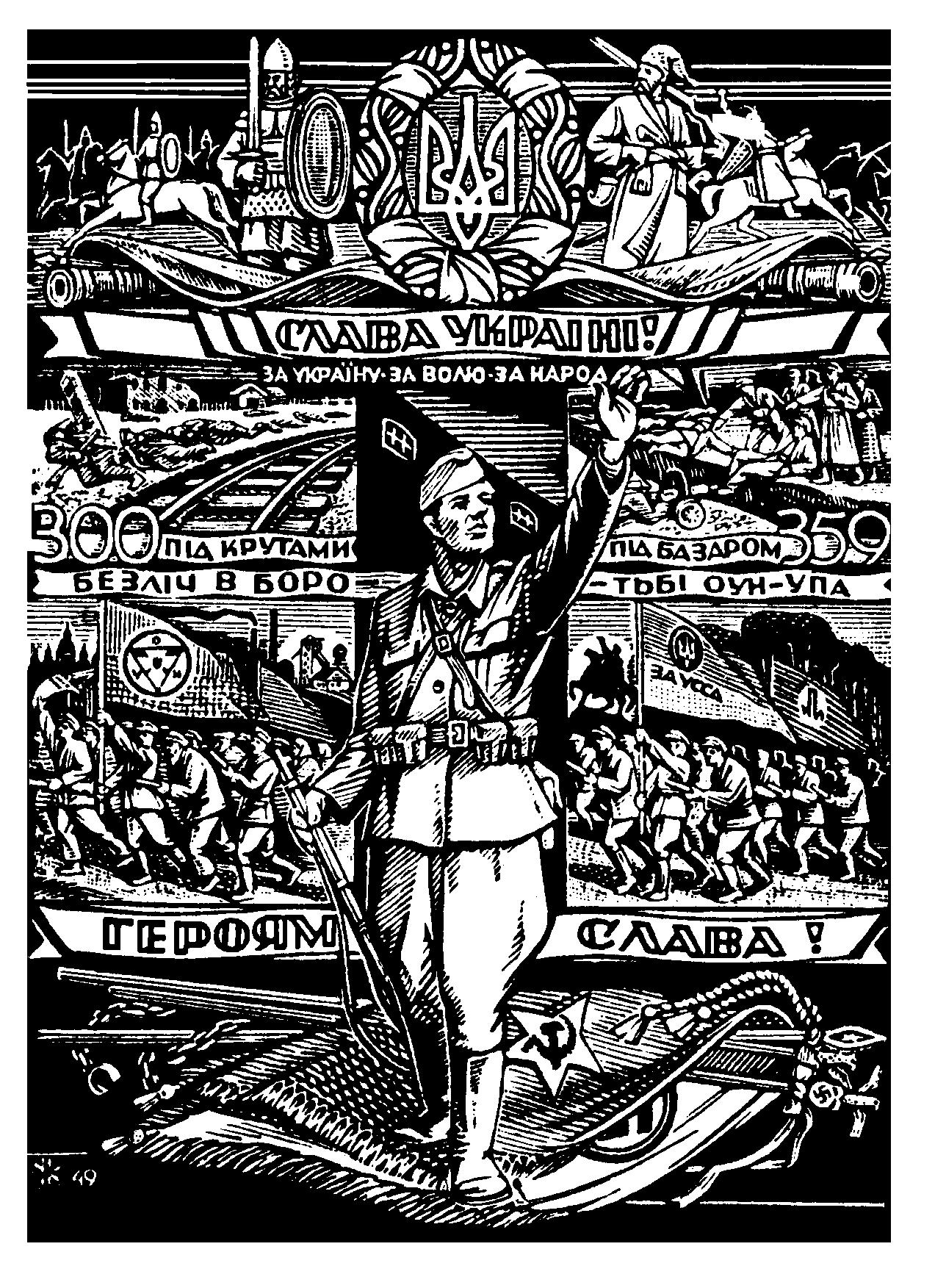
乌克兰反抗军宣传画。图中的反抗军士兵脚下踩着纳粹德国和苏维埃俄国的旗帜。

1939年11月，第二次世界大戰爆發，苏联依据苏德互不侵犯条约中的秘密协定同纳粹德国瓜分了波蘭，西烏克蘭（加利西亞東半）與烏克蘭蘇維埃社會主義共和國合併。同时，苏联也根据此条约占领了罗马尼亚的比萨拉比亚，其中一小部分领土划归苏维埃乌克兰，另一部分建立了摩尔达维亚苏维埃社会主义共和国(苏联解体后独立，但同乌克兰毗邻的德左地区至今依然遭俄国占领)。
1941年6月22日，蘇德戰爭爆發，戰火首先燒到烏克蘭，蘇聯在烏克蘭地區遭受嚴重失敗。基輔戰役，蘇聯大約損失約70萬士兵，德國如願佔領烏克蘭全境。1944年11月，蘇軍重返烏克蘭。第二次世界大戰期間，烏克蘭地區成為戰爭的重災區，軍民死傷慘重，物資損失更是不可計數。
1945年10月24日，乌克兰苏维埃社会主义共和国作为一个非独立国家，與苏联及白俄羅斯蘇維埃社會主義共和國一起加入联合国，成为联合国创始会员国之一。
二战前和战争中，主张乌克兰独立的乌克兰民族民主同盟和烏克蘭反抗軍等一些列反抗组织成立。并相继同波兰，纳粹德国和苏联交战。虽然乌克兰民族民主同盟等组织主张和平建国并在纳粹德国和苏联入侵波兰时宣布将同波兰政府一道抵抗入侵，但乌克兰反抗军中的极端派在二战中制造过对其他种族的种族屠杀等战争罪行。乌克兰反抗军曾击毙过瓦图京大将和希维尔切夫斯基大将等苏军高级将领。

### 戰後
第二次世界大戰後，烏克蘭迅速恢復生產，建立發達的重工業和農業，人民生活水平有較大提高。可是，蘇聯高度中央集權的計劃經濟體制具有嚴重的弱點。
1954年，在蘇聯共產黨第一書記赫魯雪夫的主導下，蘇聯把克里米亞半島劃歸烏克蘭蘇維埃社會主義共和國，此時的克里米亞經過百多年來俄羅斯人的遷入與1944年史達林的克里米亞韃靼人強制流放等种族清洗政策，呈現極高的俄化狀態。
20世紀後半期，尤其是70年代末，蘇聯實行的中央高度集權的計劃經濟體制日漸失去活力，官員士氣日益低落，經濟失去發展勢頭，經濟水平與西方的差距日益拉大。在政治上，由於蘇聯共產黨在成立幾十年來，犯有肅反擴大化等嚴重錯誤，民主與法治建設薄弱，人民自由受到壓制，民族矛盾隱憂嚴重。
1985年，米哈伊尔·戈尔巴乔夫出任蘇聯共產黨中央委員會總書記後，歷史和現實積累的各種矛盾開始表面化，民族主義和民族獨立傾向迅速抬頭，全國政局開始急劇動蕩，同時，烏克蘭開始其獨立步伐。(烏克蘭、南高加索等區的種族矛盾從蘇維埃創建以來不曾停止過，不是戈巴契夫上台才有的問題，而且他上任才不過5年)1986年，蘇聯烏克蘭境內的車諾比爾核電站發生嚴重的爐心融毀輻射外洩事件，造成嚴重後果。但當時蘇聯官方開始時向世界和本國人民隱瞞事件真相，被國外媒體和核輻射檢測部門揭露後，蘇聯的官僚意識受到廣泛批評。
1989年9月，烏克蘭人民爭取改革運動（簡稱「魯赫」）成立，成員迅速擴大到百萬人。1990年7月16日，烏議會通過《烏克蘭國家主權宣言》。1991年8月24日，烏克蘭政府發表的國家獨立宣言，正式宣布脫離蘇聯獨立，改國名為烏克蘭。12月8日，烏克蘭、俄羅斯和白俄羅斯的領導人在明斯克簽署別洛韋日協定，宣布蘇聯不再存在，成立獨立國家國協，烏克蘭的獨立最終完成。

## 自蘇聯再獨立後

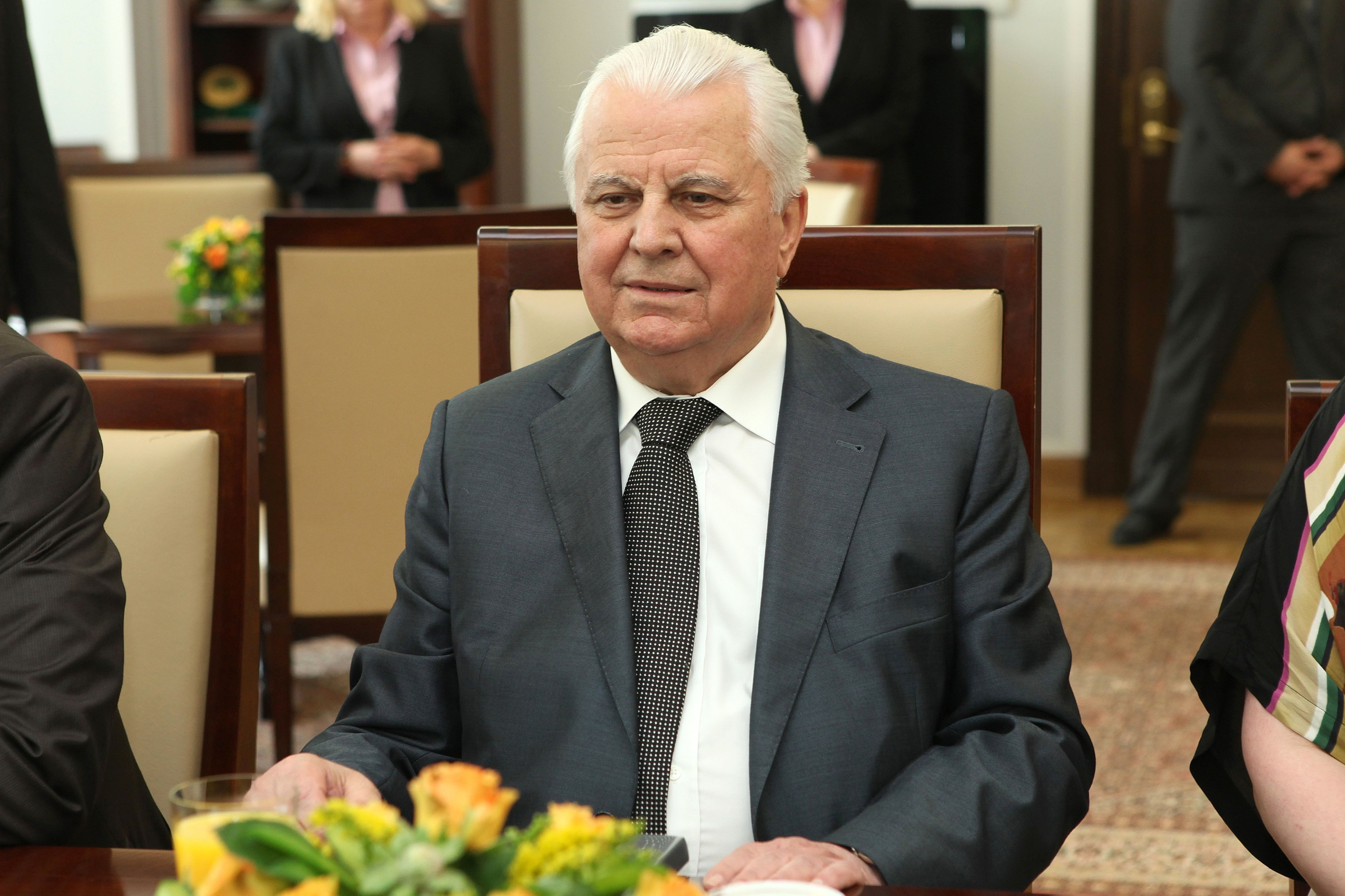
列昂尼德·克拉夫丘克

蘇聯解體後烏克蘭再次獨立，克拉夫丘克擔任了新政權的首任總統。
1992年5月5日，克里米亞半島宣布獨立，成為烏克蘭自治共和國。1996年烏克蘭通過新憲法，確定烏克蘭為主權、獨立、民主的法制國家，實行共和制。在职总统库奇马宣布不参选，在职总理亚努科维奇与維克托·尤先科在最后一轮投票中，亚努科维奇以微弱优势获胜。維克托·尤先科及其支持者称选举舞弊，不承认选举结果，发动橙色革命，最后再次大选投票，維克托·尤先科贏得選舉。
2006年3月26日，烏克蘭舉行最高蘇維埃選舉。3月30日，中央選舉委員會公布選舉結果，5個黨派進入新一屆最高蘇維埃，其中亚努科维奇的地區黨獲得450個議席中的186席，在职总理季莫申科的競選聯盟129席，維克托·尤先科的我們的烏克蘭81席，社會黨33席，烏克蘭共產黨21席。亚努科维奇与尤先科携手，由地區黨、社會黨、共產黨和我們的烏克蘭4黨聯合组成执政联盟，把季莫申科赶下台，8月4日，亞努科維奇出任新一屆政府總理。10月17日，我們的烏克蘭負責人宣布退出聯合政府。
2007年4月2日，总统尤先科解散国会，因为他的政党我們的烏克蘭的议员加入反对派。对手称尤先科此举违宪，但季莫申科对此表示支持。此案诉至乌克兰宪法法院后，总统尤先科以腐败罪名解除宪法法院18名法官中的3人的职务。季莫申科接任亚努科维奇担任总理。2010年总统大选，尤先科与季莫申科成政敌。尤先科在支持率极低情况下，仍然拒绝退选，分化反亚努科维奇的选票。结果亚努科维奇以48%得票率战胜季莫申科（45%得票率）与尤先科（6%得票率），当选总统。2011年8月，亚努科维奇逮捕季莫申科，2011年9月11日，法庭判处季莫申科7年有期徒刑，罪名是滥用职权。
2013年11月，亚努科维奇拒绝签署乌克兰-欧盟一体化协议，引发烏克蘭親歐盟示威。2月22日，亞努科維奇逃離首都基輔，前往東烏克蘭地區。歐洲新聞報導，烏克蘭政府表示權力順利交接到新政府手中。議會之後彈劾亞努科維奇，計劃於5月25日舉行總統選舉。
2014年烏克蘭革命也引起克里米亞危機和親俄羅斯勢力的武裝衝突。2014年克里米亞加入俄羅斯以後在烏克蘭東部引發連鎖反應。4月7日，揮舞俄羅斯國旗的示威群眾奪佔烏克蘭東部哈爾科夫地區行政大樓，示威民眾在大樓大廳宣告獨立。但在4月8日，烏克蘭官方奪回該大樓，將抗議群眾勢力掃除至外，估計有七十名人士被逮捕。
4月7日，親俄示威群眾也同樣奪佔烏國東部大城顿涅茨克的行政大樓，揮舞俄羅斯國旗的示威群眾奪佔烏克蘭東部頓涅茨克地區行政大樓，示威民眾在大樓大廳宣告獨立，成立頓涅茨克人民共和國。5月11日，完成公投。5月12日，發表獨立宣言。目前尚未得到國際承認。4月16日，烏克蘭敖德薩的抗議示威民眾宣稱敖德薩州為敖德薩人民共和國，但并无实质性行动，且并未得到國際承認。另外，由于敖德萨州全境一直处在乌克兰政府控制下，也就是说，所谓的敖德萨人民共和国实际并不存在。4月27日，揮舞俄羅斯國旗的示威群眾奪佔烏克蘭東部盧甘斯克地區行政大樓，示威民眾在大樓大廳宣告獨立，成立盧甘斯克人民共和國。5月11日，完成公投。5月12日，發表獨立宣言。5月24日，加入新俄羅斯聯邦。目前尚未得到國際承認。盧甘斯克的國家安全部門辦公室，要求市議員舉行公民投票，以公決是否加入俄羅斯。為此烏克蘭內政部長阿森·阿瓦科夫指控俄羅斯總統普京，是親俄羅斯示威群眾佔領烏國東部3城市府行政大樓及安全部門公署的幕後黑手，並矢言，警方將平和恢復法治。阿瓦科夫也指責被罷免的總統亞努科維奇，與普京共謀加劇烏克蘭境內的緊張情勢。5月29日，乌克兰中央选举委员会新闻中心公布乌克兰总统选举的最终结果，亿万富翁波罗申科以54.7%的得票率当选乌克兰新总统，任期5年。6月7日，波罗申科在乌克兰基辅议会会议大厅宣誓就职。頓涅茨克於盧甘斯克兩地宣告獨立後，於烏克蘭政府發生激烈對抗，引起武裝衝突，並造成马来西亚航空17号班机空难。
2014年9月5日，烏克蘭政府和烏東南部武裝部隊代表在白俄羅斯首都明斯克市簽訂停火協議，烏克蘭政府同意給予東南部兩州的自治權，但兩州仍留在烏克蘭領土內。9月16日，烏克蘭最高拉達通過法律賦予頓巴斯地區特殊自治地位。12月23日，乌克兰拉达投票表决废除了烏克蘭不结盟的中立地位。2015年2月11日至12日，烏克蘭領導人與白俄羅斯、俄羅斯、德國、法國代表在明斯克舉行會議，並簽署新明斯克協議，以落實2014年《明斯克協議》，防止烏克蘭東部衝突进一步升温。
2019年2月，乌克兰最高拉达把乌克兰加入北约作为国家基本方针写入宪法。4月21日，乌克兰总统选举中，喜剧演员弗拉基米尔·泽连斯基以73.23%的得票率当选乌克兰总统。
2022年2月21日，俄羅斯總統普丁在對民眾演講時公開支持烏東頓內次克人民共和國和盧干斯克人民共和國的獨立地位，並向這兩個地區派遣俄羅斯「維和部隊」。這場演講導致俄烏局勢從先前的緩慢緩和突然轉變成急劇惡化。24日普丁宣布將對烏克蘭採取「特殊軍事行動」，讓烏克蘭「去軍事化、去納粹化」。當日，烏克蘭政府宣布與俄羅斯斷交。